# Subcantante
Mario Andrés Muñoz Onofre (El SubCantante) (Bogotá, Colombia, 8 de enero de 1979) es la voz líder de la banda de rock Doctor Krápula , activista, ambientalista, cantante, compositor, Presentador de TV y Dj de su propio programa de radio.

## Biografía
Hijo de dos abogados. Su padre, ambientalista especializado en derecho del mar, un revolucionario, activista, defensor de la naturaleza y con un discurso combativo que ha influenciado a Mario y su postura en Doctor Krápula. Por otro lado, su madre, mujer muy latinoamericana amante de la fiesta, la música y el baile, quién lo ha inspirado para llevar a cabo su proyecto paralelo.
Mario pasó su niñez en tantas partes de la ciudad como en colegios se matriculó: estudió cada año de su primaria en un plantel diferente, se concentró en las cosas que le interesaban siempre alejadas del aula: armar el equipo de fútbol, por ejemplo; ser capitán de la selección de básquet o formar parte del comité ecológico. "Cualquier cosa que significara no estar en clase".
Desde entonces, su objetivo era crear un grupo de rock. El gusto musical no fue algo que le viniera de familia: su papá es un abogado ambientalista y su mamá, una abogada penalista. En su casa, de hecho, no había un instrumento musical. Y, sin embargo, él quería ser músico, solo hasta que terminó su colegio aparecieron un piano y una guitarra, su acercamiento con la música fue en bares y conciertos. Su adolescencia se vio envuelta con bandas de rock en español como Café Tacvba, Los Toreros Muertos, Los prisioneros, Hombres G y su banda favorita, Mano Negra. Desde muy joven incursionó en la música, con quienes conformaría en un principio una banda llamada La Lagarta que posteriormente se acabaría dando en 1998 paso a la creación de Doctor Krápula.
Comenzó a estudiar Diseño Industrial en la Universidad Jorge Tadeo Lozano de Bogotá, pronto se pasó a Diseño Gráfico, no terminó, dejó la facultad y se dedicó completamente a la música.
No ha estudiado música formalmente y en el 2008 cuando Doctor Krápula lanzaba «Bam» y se posicionaba en los premios Shock como el mejor Artista Nacional, el mejor Artista con Mayor Proyección Internacional y el artista con el mejor Vídeo del Año , el no tener la voz educada y forzarla en exceso además del vicio del cigarrillo que tuvo por varios años, lo llevaron a enfermarse y lo obligaron a someterse a una cirugía. Tuvo que esperar alrededor de un año para poder volver a los escenarios.
Tiempo después dejó el cigarrillo y las fiestas desordenadas. 
Además de la radio y la música, Mario ha presentado el programa de televisión  “Región Tr3ce”  que muestra la riqueza cultural, la situación social y ambiental de Colombia
También fue presentador del programa “El color de la pasión” , un programa transmitido por el Canal RCN, que se metió en las entrañas de las barras de fútbol y mostró la cara positiva de estos grupos. Mario también es el conductor y creador del "Latinoscopio" , reconocido programa de radio web que se transmite en la emisora virtual Emitclasalle.
Actualmente, el Subcantante (autodenominado así por considerar que el verdadero cantante es el público) está desarrollando un nuevo proyecto musical paralelo a Doctor Krapula, que está programado para lanzarse en 2017. Allí retoma la fiesta que hizo parte en las primeras canciones de la banda pero con un sonido más popular, derribando los prejuicios de que un “roquero no puede cantar vallenato, por ejemplo”.
La grabación de este nuevo proyecto se realizó en los estudios Promix en la ciudad de Medellín, producido por Camilo Patiño, quien además de productor es voz líder de la banda La Toma, con la ingeniería de César Bohórquez.
En 2021 lideró las actividades del denominado estallido social, que a la postre llevaron al poder al partido político Pacto Histórico 

## Vida privada
Es seguidor del equipo de fútbol Millonarios.

## Doctor Krápula
Un doctor es una persona vista con respeto, que aparentemente es honesta, ética, estudiada, y tiene un conocimiento que lo hace admirable. Un crápula, en cambio, según el diccionario de la Real Academia Española, es un borracho, un libertino, un hombre de vida licenciosa. Estas dos palabras puestas juntas, dan lugar a un oxímoron, transformando su significado en una irónica dualidad: cobran fuerza de crítica a las apariencias, a las máscaras y a los falsos comportamientos. A aquellas personas que se muestran de una manera y resultan ser lo contrario. 
"El bautismo fue entre todos y muy divertido. Solo reunimos las dos palabras más comunes en nuestra sociedad. Doctor, todos somos doctores pero al mismo tiempo somos Krápulas, aunque el diccionario la escriba con C. Es mamadera de gallo y es en serio" , dice Mario Muñoz, vocalista de la banda.
Por esto, Doctor Krápula, fue el nombre que escogieron los siete músicos bogotanos, a la hora de bautizar su banda.

## Proyecto paralelo
Actualmente, el Subcantante (autodenominado así por considerar que el verdadero cantante es el púbico) cuenta con un proyecto paralelo a Doctor Krapula, que fue lanzado en el año 2017. Allí retoma la fiesta que hizo parte en las primeras canciones de la banda pero con un sonido más popular, derribando los prejuicios de que un “roquero no puede cantar vallenato, por ejemplo”.
La grabación de este nuevo proyecto se realizó en los estudios Promix en la ciudad de  Medellín, producido por Camilo Patiño , quien además de productor es voz líder de la banda La Toma, con la ingeniería de César Bohórquez.

## Discografía
Con Doctor Krápula
- 2002: El Carnaval de la Apatilla
- 2003: Dele La Welta Al Disco
- 2005: Bombea
- 2008: Sagrado Corazón
- 2011: Corazón Bombea Vivo
- 2012: Viva El Planeta
- 2014: Ama-Zonas
- 2017: ANIMAL

Sub Cantante - Proyecto paralelo como solista
- 2017: Un montón de estrellas (Cover promocional Polo Montañez)
- 2017: Loquito por ti (Cover promocional Pastor López)
- 2017: Todo de cabeza (Cover promocional Kaleth Morales)
- 2017: Suena Bomba (Cover promocional)

- 2017: Suena Bomba (Álbum)

| N.º   | Título                   | Duración |  |
| 1.    | «Latinos»                | 3:52     |  |
| 2.    | «Todo de cabeza»         | 4:18     |  |
| 3.    | «La jaula de oro»        | 3:19     |  |
| 4.    | «Loquito por ti»         | 3:26     |  |
| 5.    | «Suena bomba»            | 3:08     |  |
| 6.    | «Pasos de gigante»       | 3:31     |  |
| 7.    | «Un montón de estrellas» | 3:48     |  |
| 8.    | «Me enamoro de ella»     | 3:05     |  |
| 9.    | «El matemático»          | 4:36     |  |
| 10.   | «Penas al viento»        | 3:18     |  |
| 36:22 |                          |          |  |